# Papaipema furcata
Papaipema furcata är en fjärilsart som beskrevs av Smith 1899. Papaipema furcata ingår i släktet Papaipema och familjen nattflyn. Inga underarter finns listade i Catalogue of Life.